# Osthofen
Osthofen ist eine Stadt in der Verbandsgemeinde Wonnegau im rheinland-pfälzischen Landkreis Alzey-Worms. Sie ist zudem Verwaltungssitz und größte Gemeinde der Verbandsgemeinde Wonnegau. Die Gemeinde wurde am 24. Oktober 1970 zur Stadt erhoben. Osthofen ist gemäß Landesplanung als Grundzentrum ausgewiesen.

## Geographie
Osthofen liegt in Rheinhessen etwa acht Kilometer nördlich von Worms. Nachbarorte sind Bechtheim im Nordwesten, Mettenheim im Norden, rechtsrheinisch Biblis (Ortsteil Nordheim), im Süden und Südwesten Worms mit den Stadtteilen Rheindürkheim, Herrnsheim und Abenheim sowie im Westen Westhofen.

## Geschichte
Archäologische Funde belegen, dass die Osthofener Gemarkung am Seebach schon vor mindestens vier Jahrtausenden besiedelt war. Der Ort wurde im Lorscher Codex in einer auf 1. Juli 784 datierten Urkunde als Ostowa erstmals erwähnt. Damals schenkte Graf Gerold von Anglachgau mit seiner Frau Imma Besitz in verschiedenen Gauen an das Kloster Lorsch, darunter in Osthofen Hofreiten, Felder, Wege und Stege, Weinberge und Leibeigene.
Vermutlich handelt es sich bei Osthofen um eine vom heute eingemeindeten Mühlheim bzw. von der einstigen merowingischen Königspfalz in Neuhausen ausgehende Gründung.
Auf dem Osthofener Goldberg wurde möglicherweise schon im 6. Jahrhundert eine Remigiuskapelle errichtet. Hier befand sich der erste größere Gutshof, der sich bis 1195 zur kaiserlichen Burg entwickelte. In Mühlheim erbaute 1215 der Templerorden ebenfalls eine Burg. Es entstand auch das frühe Nonnenkloster Mühlheim.
Bis Ende des 18. Jahrhunderts gehörte Osthofen zum kurpfälzischen Oberamt Alzey. Während der Franzosenzeit war der Ort Sitz einer Mairie im Kanton Bechtheim, der Teil des Departements Donnersberg war.
Aufgrund der 1815 auf dem Wiener Kongress getroffenen Vereinbarungen und einem 1816 zwischen Hessen-Darmstadt, Österreich und Preußen geschlossenen Staatsvertrag kam die Region zum Großherzogtum Hessen (Hessen-Darmstadt) und wurde von diesem seiner Provinz Rheinhessen zugeordnet. Die Kantone wurden vorerst beibehalten, der Kanton Bechtheim jedoch 1822 in Kanton Osthofen umbenannt, nachdem der Sitz des Friedensgerichts bereits 1804, also schon in der französischen Zeit, faktisch nach Osthofen verlegt worden war. Nach der Auflösung der rheinhessischen Kantone kam Osthofen 1835 zum neu errichteten Kreis Worms, dem es bis zur Verwaltungsreform 1969 angehörte.
Von März 1933 bis Juli 1934 befand sich ein Konzentrationslager in Osthofen, das KZ Osthofen, Schauplatz von Anna Seghers’ Roman Das siebte Kreuz. Im Gegensatz zur Romanhandlung sind im KZ Osthofen allerdings keine Menschen ermordet worden.
Im Durchgangslager Osthofen wurden von 1946 bis Anfang 1953 rund 215.000 Flüchtlinge und Vertriebene durchgeschleust. Danach suchten sie sich in Rheinland-Pfalz eine neue Lebensgrundlage.

### Einwohnerstatistik
Die Entwicklung der Einwohnerzahl von Osthofen, die Werte von 1871 bis 1987 beruhen auf Volkszählungen:
Zwischen Beginn und Ende des 20. Jahrhunderts hatte sich die Einwohnerzahl mehr als verdoppelt; Ende der 1990er-Jahre zählte die Stadt rund 8.400 Einwohner. In den folgenden Jahren ist diese Zahl weiter gestiegen. Mit aktuell 9.650 Einwohnern zählt Osthofen zu den größten Gemeinden Rheinhessens.
| Osthofen: Einwohnerzahlen von 1815 bis 2024        | Osthofen: Einwohnerzahlen von 1815 bis 2024 | Osthofen: Einwohnerzahlen von 1815 bis 2024 | Osthofen: Einwohnerzahlen von 1815 bis 2024 | Osthofen: Einwohnerzahlen von 1815 bis 2024 |
| -------------------------------------------------- | ------------------------------------------- | ------------------------------------------- | ------------------------------------------- | ------------------------------------------- |
| Jahr                                               |                                             |                                             |                                             | Einwohner                                   |
| 1815                                               | 1815                                        |                                             | 1.240                                       | 1.240                                       |
| 1835                                               | 1835                                        |                                             | 3.318                                       | 3.318                                       |
| 1871                                               | 1871                                        |                                             | 2.879                                       | 2.879                                       |
| 1905                                               | 1905                                        |                                             | 3.924                                       | 3.924                                       |
| 1939                                               | 1939                                        |                                             | 4.743                                       | 4.743                                       |
| 1950                                               | 1950                                        |                                             | 5.510                                       | 5.510                                       |
| 1961                                               | 1961                                        |                                             | 5.732                                       | 5.732                                       |
| 1970                                               | 1970                                        |                                             | 6.732                                       | 6.732                                       |
| 1987                                               | 1987                                        |                                             | 7.033                                       | 7.033                                       |
| 1997                                               | 1997                                        |                                             | 8.430                                       | 8.430                                       |
| 2005                                               | 2005                                        |                                             | 8.455                                       | 8.455                                       |
| 2011                                               | 2011                                        |                                             | 8.692                                       | 8.692                                       |
| 2017                                               | 2017                                        |                                             | 9.289                                       | 9.289                                       |
| 2024                                               | 2024                                        |                                             | 9.650                                       | 9.650                                       |
| Quelle(n): Statistisches Landesamt Rheinland-Pfalz |                                             |                                             |                                             |                                             |

### Konfessionsstatistik
Mit Stand 31. Juli 2014 waren von den Einwohnern 40,9 % evangelisch, 22,7 % römisch-katholisch und 36,6 % waren konfessionslos oder gehörten einer anderen Glaubensgemeinschaft an. Ende November 2024 hatten 30,4 % der Einwohner die evangelische Konfession und 17,6 % Einwohner die katholische. 52,0 % gehörten anderen Konfessionen oder Glaubensgemeinschaften an, waren ohne Angabe oder gemeinschaftslos. Die Zahl der Katholiken und vor allem die der Protestanten ist demnach im beobachteten Zeitraum beträchtlich gesunken.

## Politik

### Stadtrat
Der Stadtrat in Osthofen besteht aus 24 Ratsmitgliedern, die bei der Kommunalwahl am 9. Juni 2024 in einer personalisierten Verhältniswahl gewählt wurden, und dem ehrenamtlichen Stadtbürgermeister als Vorsitzendem.
Die Sitzverteilung im Stadtrat:
| Wahl | SPD | CDU | Grüne | ÖDP | FWG | BVW | Gesamt   |
| ---- | --- | --- | ----- | --- | --- | --- | -------- |
| 2024 | 8   | 6   | 2     | 2   | 6   | –   | 24 Sitze |
| 2019 | 8   | 5   | 2     | 1   | 4   | 4   | 24 Sitze |
| 2014 | 9   | 6   | –     | 1   | 3   | 5   | 24 Sitze |
| 2009 | 11  | 7   | –     | 1   | 5   | –   | 24 Sitze |
| 2004 | 11  | 8   | –     | –   | 5   | –   | 24 Sitze |

- FWG = Freie Wählergruppe der Stadt Osthofen e. V.
- BVW = Bürgerverein Wonnegau e. V.

### Bürgermeister und Stadtvorstand
- Wendelin Best (1822–1831)
- Johann Weißheimer II. (1831–1843)
- Georg Friedrich Knierim I. (1843–1850)
- Peter Berger (1851–1853)
- Friedrich Knierim I. (1853–1862)
- Nikolaus Nagel (1862–1864)
- Georg Friedrich Best II. (1864–1867)
- Jakob Beckenbach (1867–1870)
- Johann Rißler III. (1870–1883)
- Simon Friedrich Schill (1883–1892)
- Johann Rißler III. (1892–1897)
- Georg Jakob Konrad (1897–1912)
- Wilhelm Schmitt (1912–1923)
- Carl Brenner (1924–1933)
- Wilhelm Fuhrländer (1933–1935)
- Kurt Mildner (1935–1944)
- Heinrich Hundsdorf (1944–1945) (kommissarisch)
- Heinrich Rhein (1945–1946)
- Ludwig Knobloch (1946–1948)
- Walter Aßmann (1948–1956)
- Albert Fischer (1956–1972)
- Günter Metzler (1973–1987)
- Klaus Hagemann (SPD) (1987–1994)
- Bernd Müller (SPD) (1994–2012) (hauptamtlicher Bürgermeister)
- Wolfgang Itzerodt (SPD) (2013–2014) (ehrenamtlicher Stadtbürgermeister)
- Thomas Goller (SPD) (seit 2014) (ehrenamtlicher Stadtbürgermeister)

Thomas Goller (SPD) wurde am 8. Juni 2014 (Stichwahl) bei einer Wahlbeteiligung von 36 Prozent mit 53,95 Prozent der gültigen Stimmen zum ehrenamtlichen Stadtbürgermeister gewählt. Bei der Direktwahl am 26. Mai 2019 wurde er mit einem Stimmenanteil von 74,41 % in seinem Amt bestätigt. Bei der Bürgermeisterwahl am 9. Juni 2024 wurde er bei einer Wahlbeteiligung von 59,5 % mit 55,4 % der Stimmen im ersten Wahlgang gegen Kai Kronauer (parteilos) und Jochen Marc Piehl (ÖDP) erneut wiedergewählt.
Unterstützt wird der Bürgermeister von drei ehrenamtlichen Beigeordneten. Erster Beigeordneter der Stadt Osthofen ist derzeit Uwe Kern (parteilos), die weiteren Beigeordneten sind Kai Kronauer (parteilos, vorgeschlagen von der CDU) und Rolf Kommer (SPD).

### Fusion
Die bisher verbandsfreie Stadt Osthofen fusionierte am 1. Juli 2014 mit der Verbandsgemeinde Westhofen zur neuen Verbandsgemeinde Wonnegau. Die Verbandsgemeinde hat ihren Sitz in Osthofen. Einige Fachbereiche verbleiben in Westhofen.

### Wappen
| Wappen von Osthofen | Blasonierung: „In Schwarz ein rotbewehrter, -gezungter und -gekrönter goldener Löwe, begleitet von einer ungebildeten goldenen Sonne im rechten Obereck und drei sechsstrahligen goldenen Sternen an der rechten Flanke.“ |
| Wappen von Osthofen | Wappenbegründung: Der Löwe erinnert an die Zugehörigkeit der Stadt zur Kurpfalz, die aufgehende Sonne im „Osten“ symbolisiert den Ortsnamen Osthofen.                                                                     |

## Kultur und Sehenswürdigkeiten

### Bauwerke
- Die evangelische Bergkirche geht vermutlich auf eine aus dem 6. Jahrhundert stammende Remigiuskapelle zurück, neben der sich ein im Lauf der Geschichte zur Burg befestigter Gutshof ansiedelte. Die heutige Bergkirche ging aus Burg und Kapelle hervor, wobei der Kirchturm vermutlich auf den Fundamenten des Bergfrieds steht. Die Kirche wurde mehrfach umgebaut und erhielt ihre heutige Gestalt nach einem Brand im 19. Jahrhundert. Der Bergfriedhof wird seit 1648 durchgehend belegt.
- Die römisch-katholische Remigiuskirche hat ihren Ursprung in einer Kapelle des Templerordens, die später zur Johanniterkommende Worms gehörte. 1713 kaufte die römisch-katholische Pfarrgemeinde das Gebäude und baute es 1792 entscheidend um.
- Das Rathaus der Verbandsgemeinde Wonnegau am Schneller wurde 1902 als Finanzamt im Stil der Neurenaissance erbaut.
- Das Alte Rathaus stammt aus dem Jahr 1739 und diente zunächst bis 1972, seit 2014 wieder als Sitz der Stadtverwaltung Osthofen.
- Die Miniaturburg Leckzapfen wurde im 1891 in Anmutung an Schloss Lichtenstein erbaut. Das Gebäude steht über der Weinlage „Leckzapfen“, oberhalb der Altstadt von Osthofen.
- In der so genannten Kleinen Kirche, die direkt an das Alte Rathaus anschließt, gingen Bauteile des ersten Rathauses von 1581 auf.
- Das 1933/34 von den Nationalsozialisten betriebene KZ Osthofen ist heute eine Gedenkstätte. Das Bauwerk wurde von der deutschen Schriftstellerin Anna Seghers in ihrem Roman Das siebte Kreuz verewigt, das auch mit dem amerikanischen Schauspieler Spencer Tracy in der Hauptrolle verfilmt wurde.
- Der jüdische Friedhof an der Mettenheimer Chaussee wurde 1832 angelegt und erinnert an die jüdische Gemeinde des Ortes.
- Der Schill-Turm ist ein Anfang der 1960er Jahre erbautes Malzsilo mit einer heute nicht mehr zugänglichen Aussichtsplattform. Ähnlich wie der fast zeitgleich ebenfalls als Malzsilo erbaute Henninger-Turm in Frankfurt, ist das Gebäude inzwischen zum weithin sichtbaren Wahrzeichen der Stadt geworden.

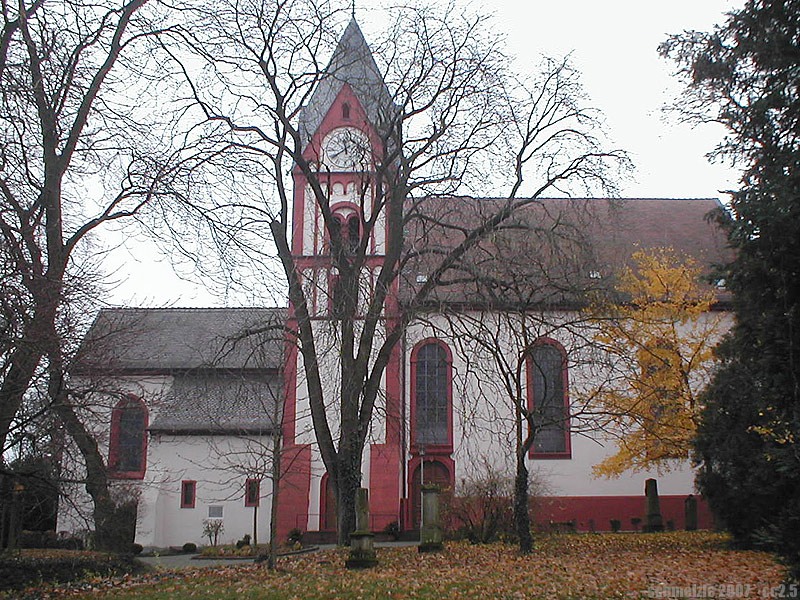
Bergkirche
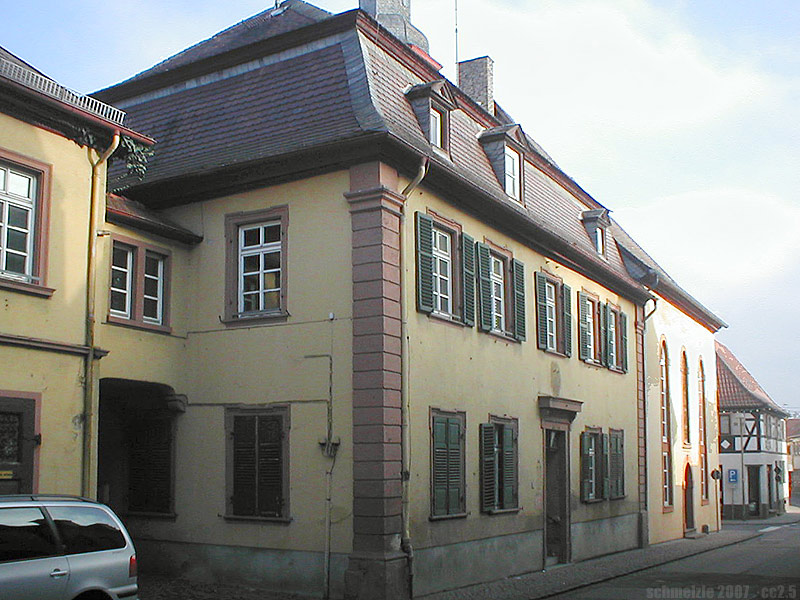
Altes Rathaus
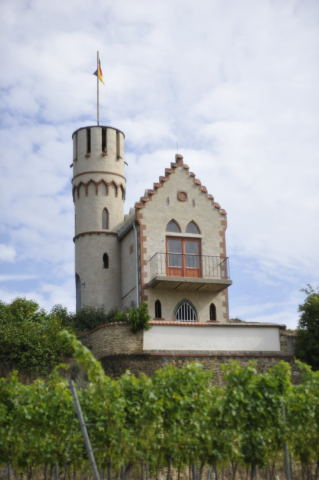
Miniaturburg Leckzapfen
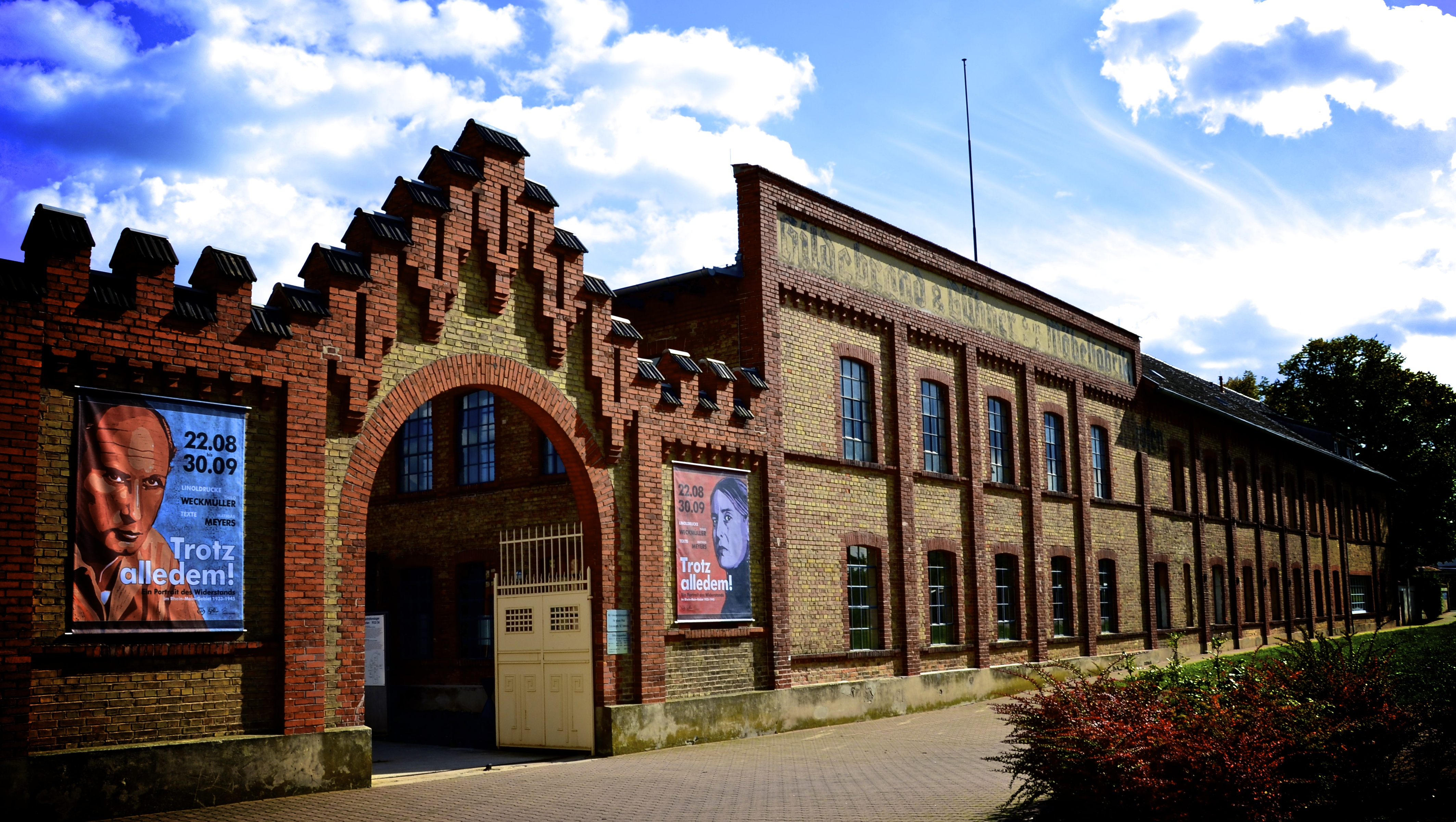
Gedenkstätte KZ Osthofen
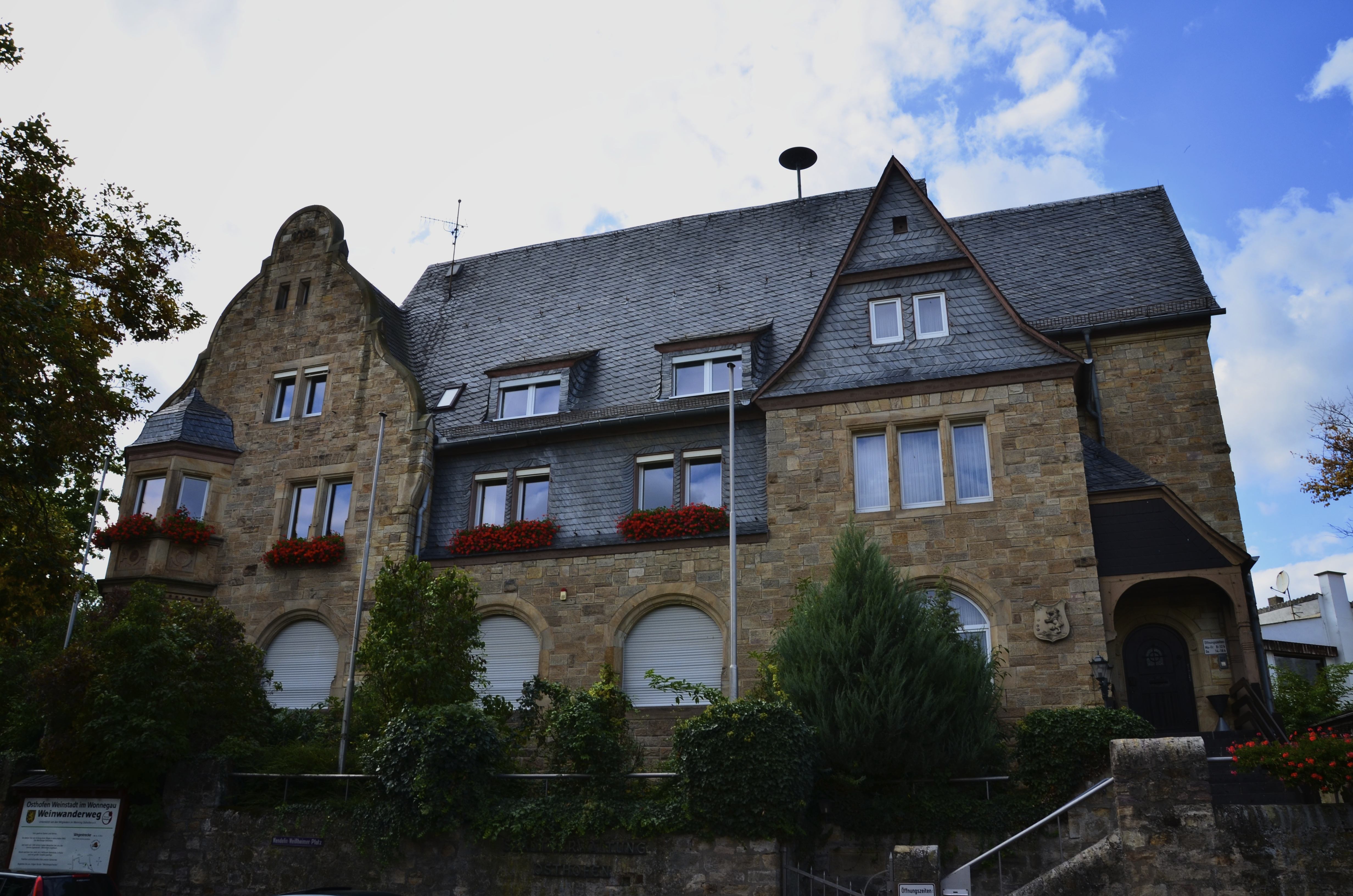
Sitz der Verbandsgemeinde Wonnegau
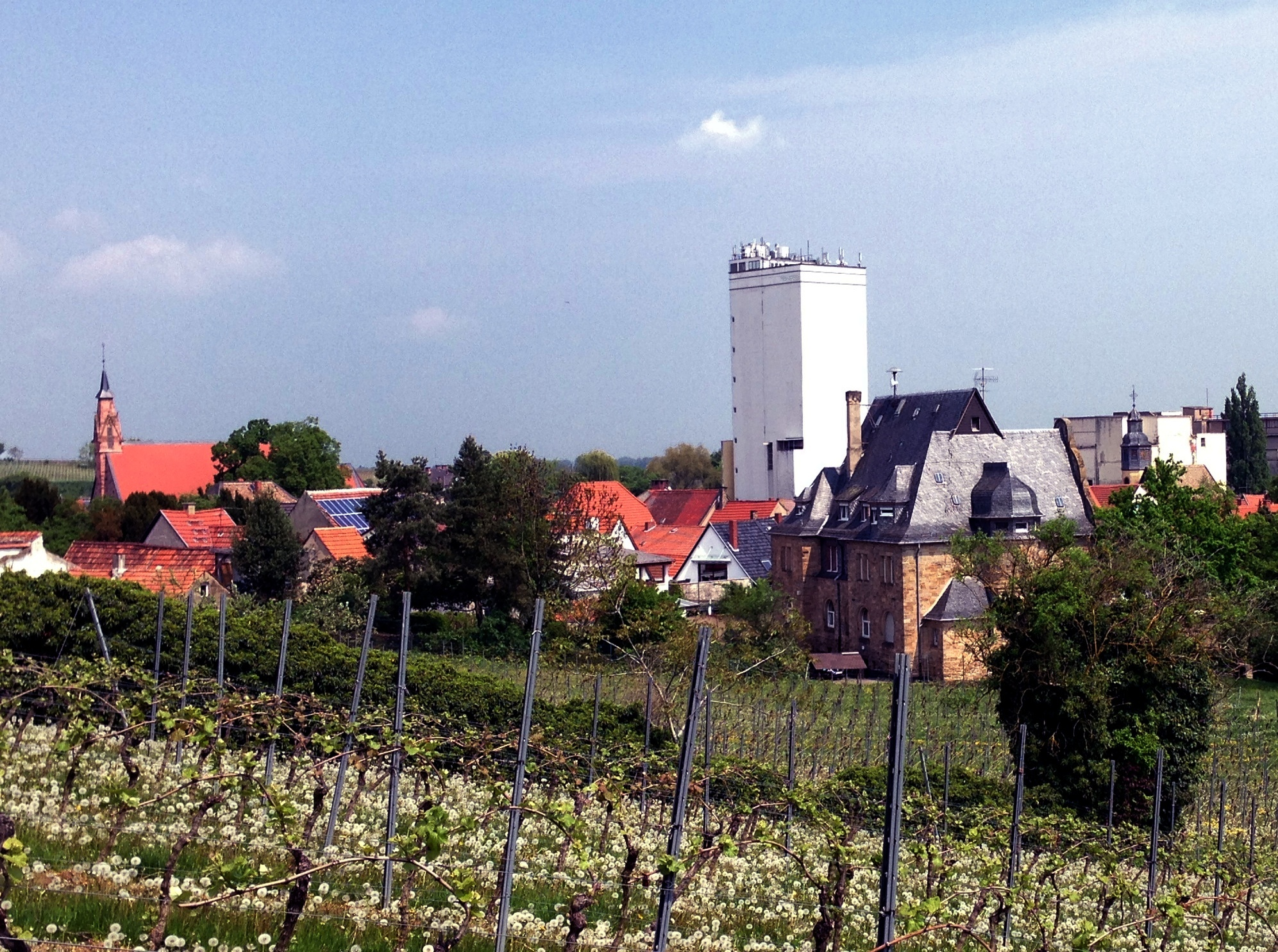
Schill-Turm
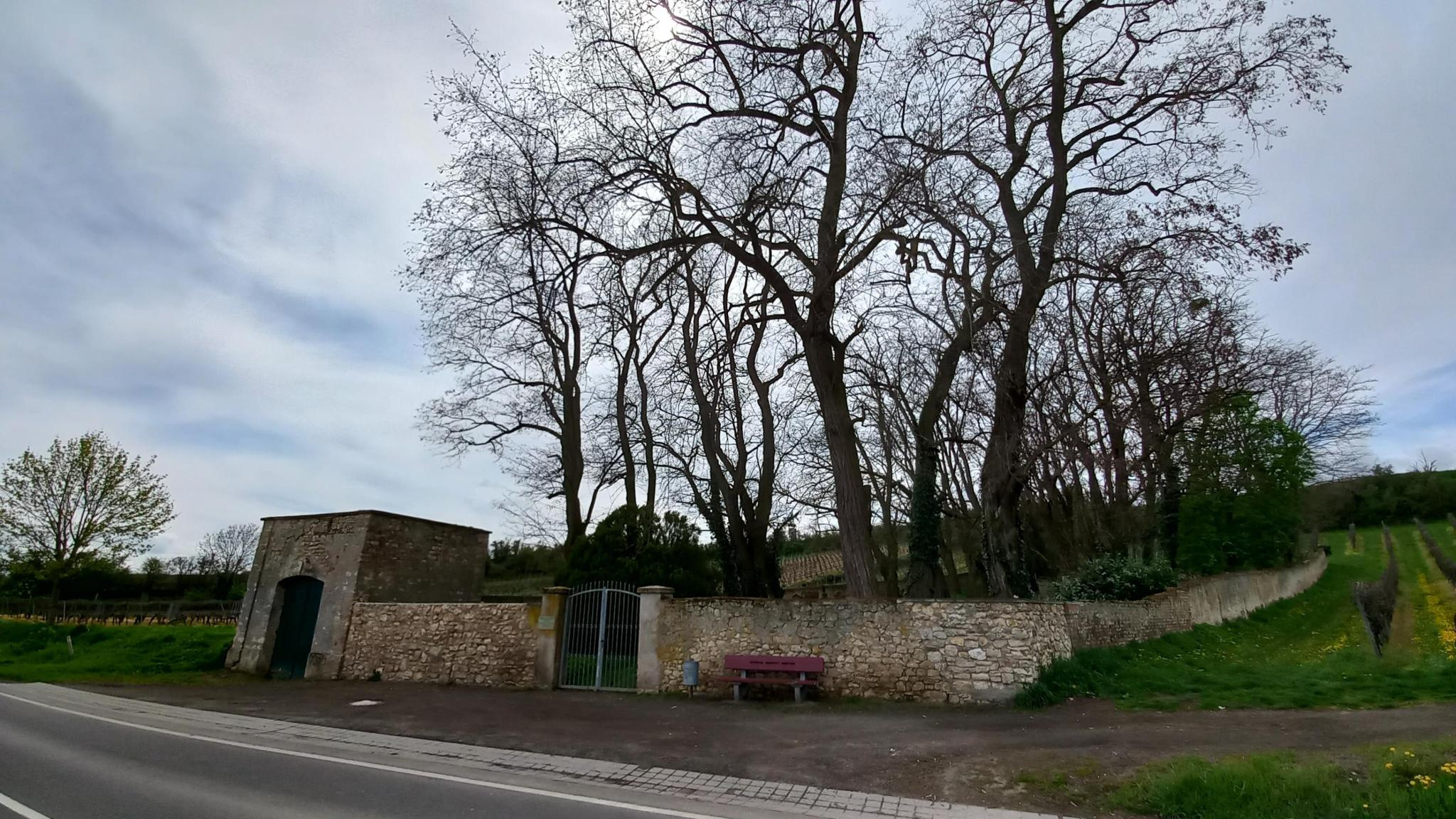
Jüdischer Friedhof

## Regelmäßige Veranstaltungen

### Wonnegauer Winzerfest
Von 1949 bis 2013 fand in Osthofen das jährliche Wonnegauer Winzerfest statt. Zu den Höhepunkten der mehrtägigen Veranstaltung zählte die Krönung der Wonnegauer Weinkönigin und des Prinz Schampus sowie die traditionelle Montagsweinprobe. Künftig soll ein Stadtfest, an dem sich auch die örtlichen Vereine beteiligen, das Winzerfest ersetzen.

### Osthofener Weinmeile
Seit 2016 findet die Osthofener Weinmeile jährlich am letzten Juniwochenende statt. Schon im ersten Jahr wurde sie in den Kreis der ausgezeichneten Weinfeste Rheinhessens aufgenommen. Ihren besonderen Festivalcharakter erhält die Weinmeile durch zwei Bühnen, die Ludwig-Schwamb-Straße und Altbachanlage verbinden. Von Freitag bis Sonntag treten dort regionale und überregionale Bands, DJs und Blasorchester auf. Zum Rahmenprogramm gehören außerdem Tanz- und Kampfsportauführungen, Angebote für Kinder sowie das sonntags stattfindende Kerwefrühstück.

## Wirtschaft und Infrastruktur

### Öffentliche Einrichtungen

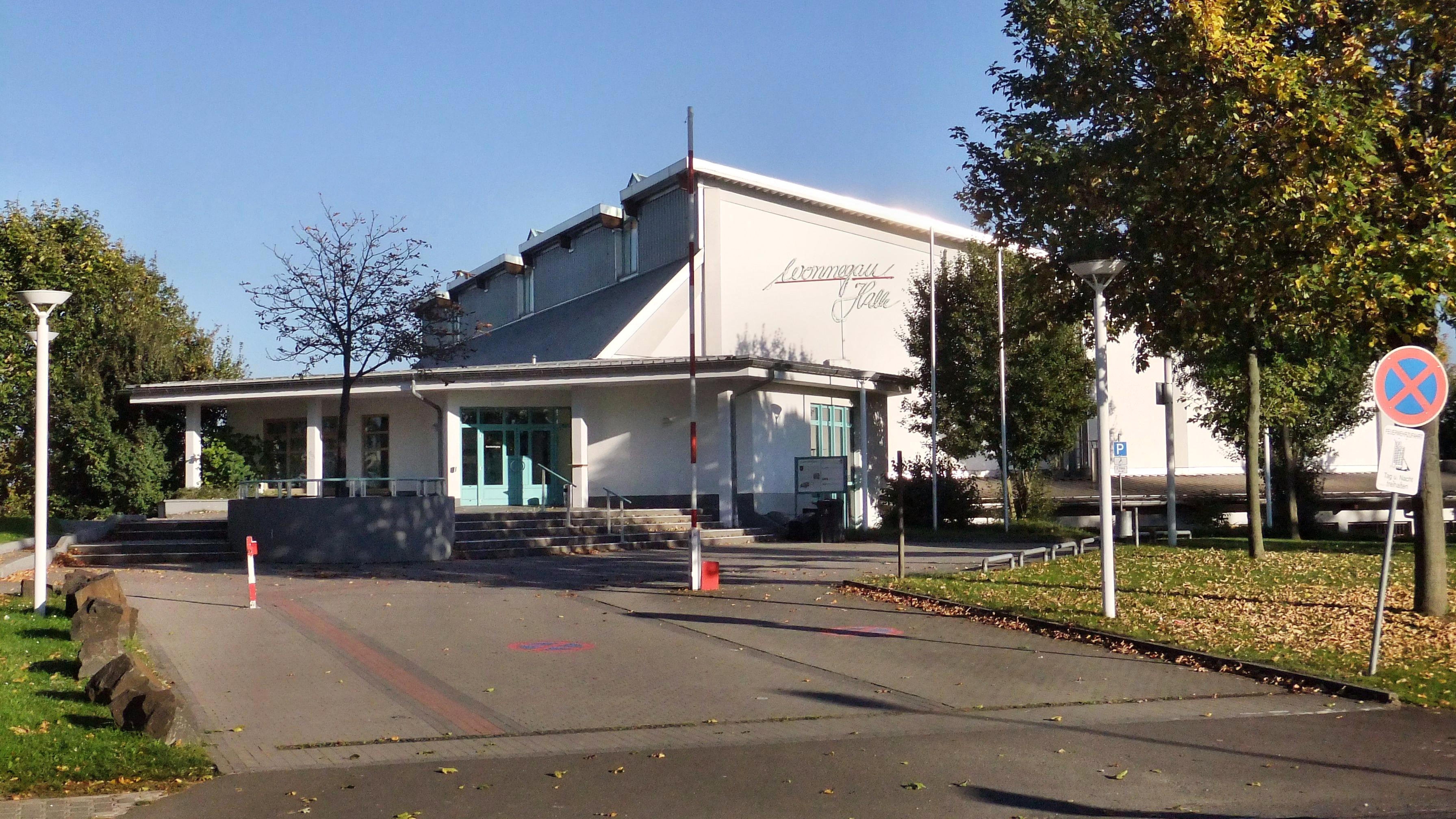
Die Wonnegau-Halle

Den Vereinen und Schulen Osthofens und der Umgebung steht die Turnhalle Wonnegau-Halle zur Verfügung. Die Halle wird außerdem auch mit dem angrenzenden Platz für Großveranstaltungen genutzt.

### Weinbau
Osthofen gehört zum „Weinbaubereich Wonnegau“ im Anbaugebiet Rheinhessen. In der Stadt sind 35 Weinbaubetriebe tätig, die bestockte Rebfläche beträgt 465 Hektar. Etwa 68 % des angebauten Weins sind Weißweinrebsorten (Stand 2007). Im Jahre 1979 waren noch 116 Betriebe tätig, die damalige Rebfläche betrug 429 Hektar. Die Weinlagen sind im Südwesten der Osthofener Goldberg, der Osthofener Kirchberg, der Osthofener Rheinberg, im Nordwesten der Osthofener Neuberg, der Osthofener Liebenberg, der Osthofener Hasenbiß, der Osthofener Leckzapfen und der Osthofener Klosterberg

### Unternehmen
- Osthofen ist seit der Gründung im Jahr 1859 Sitz der Hauptverwaltung der Mälzereigruppe Schill Malz. Die Produktion am Standort Osthofen wurde Ende 2005 eingestellt.
- In Osthofen produziert die Firma Nestlé HealthCare Nutrition spezielle Trink- und Aufbaunahrung für Menschen mit besonderen Ernährungsbedürfnissen. Das Werk ist aus dem deutschen Stammsitz der schweizerischen Wander AG hervorgegangen, dessen Gründer, Georg Wander, 1841 in Osthofen geboren wurde, wo auch die Fabrik diätetischer und pharmazeutischer Präparate Dr. A. Wander GmbH[26] von Georg Wanders Sohn Albert Wander ansässig war.
- Das Online-Magazin ntower hat seit der Gründung 2007 seinen Sitz in Osthofen.

### Verkehr

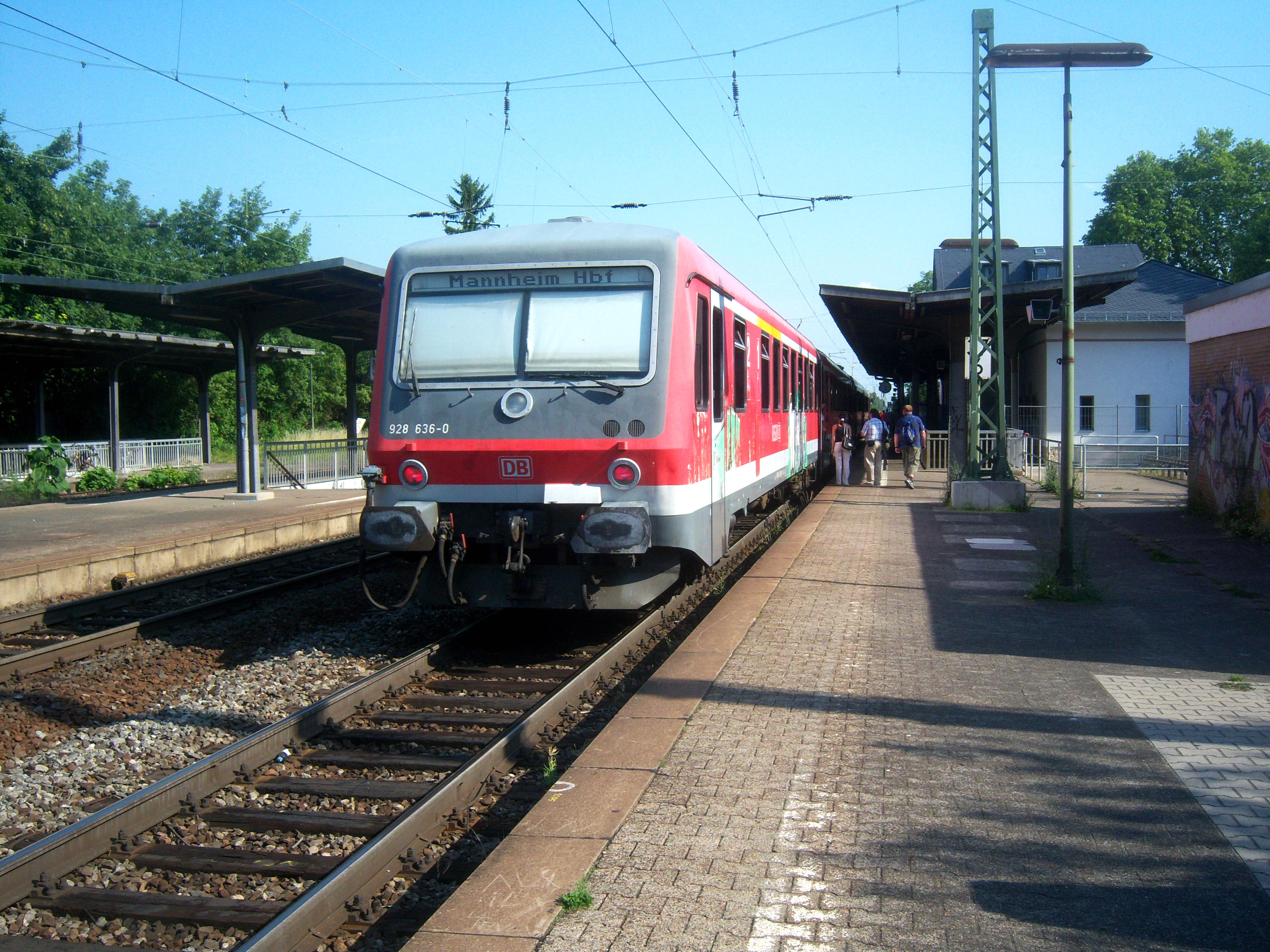
Regionalbahn mit Triebwagen der DB-Baureihe 628 im Osthofener Bahnhof auf dem Weg nach Mannheim über die Bahnstrecke Mainz–Ludwigshafen (2008)

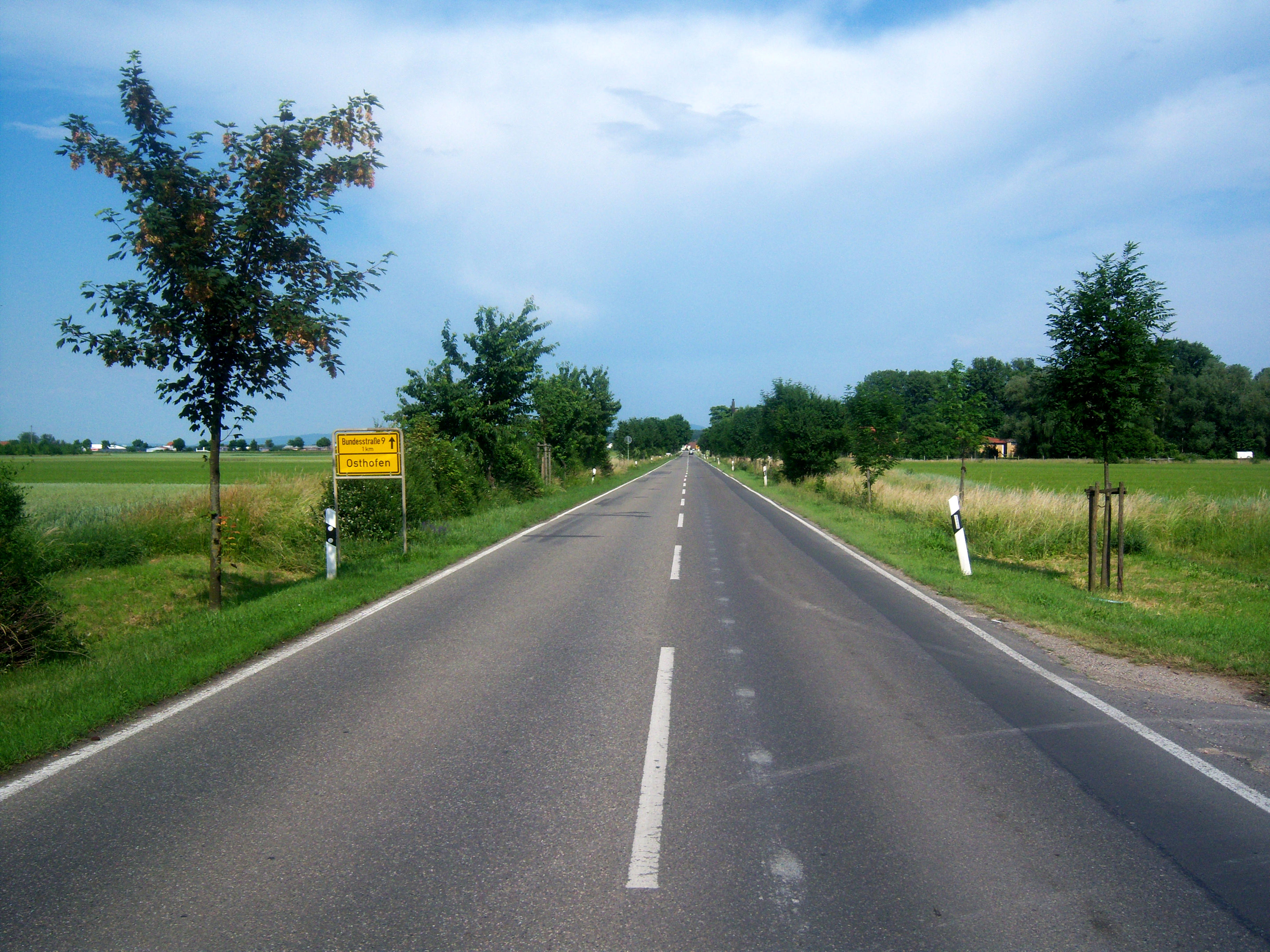
Ortsausfahrt von Osthofen zur Bundesstraße 9

#### Öffentlicher Nahverkehr
Der Bahnhof Osthofen liegt an der Bahnstrecke Mainz–Mannheim. Hier halten im 30-Minuten-Takt Züge der S6 nach Mainz und Mannheim. Die Fahrtzeit zum Mainzer Hauptbahnhof beträgt rund 40 Minuten, der Mannheimer Hauptbahnhof wird in rund 45 Minuten erreicht. Früher schlossen hier die Strecken Osthofen–Rheindürkheim–Guntersblum (heute noch Güterverkehr bis Worms-Rheindürkheim), Osthofen–Westhofen und Gau Odernheim–Osthofen an. Die Strecken nach Westhofen und Gau Odernheim wurden 1958 und 1992 stillgelegt.
Osthofen ist zudem mit den VRN-Buslinien 431, 432, 434 und 435 an Worms, Alzey sowie den übrigen Landkreis Alzey-Worms angebunden.

#### Straße
In der Nähe befindet sich auch ein Autobahnanschluss zur A 61 sowie in Richtung Rhein zur Bundesstraße 9.

## Personen

### Söhne und Töchter der Stadt
- Margarete von Osthofen († 19. Juli 1418), Ehefrau des Ritters Hamman von Sickingen, Großmutter von Reinhard I. von Sickingen Fürstbischof in Worms (1445–1482)
- Georg Helwich (* 21. Juli 1588 in Osthofen; † 1632 in Mainz), Domvikar und früher Historiker des Erzbistums Mainz
- Johann Georg Wahl (* 23. April 1702 in Osthofen; † 15. Juli 1773 in Osthofen), „Churpfalz Zoller und kunsterfahrener Schreinermeister“, schuf unter anderem den so genannten „Sträflingsschrank“[28]
- Friedrich Magnus Schwerd (* 8. März 1792 in Osthofen; † 22. April 1871 in Speyer), Gymnasiallehrer, Geodät, Astronom und Physiker
- Johann Weißheimer II.  (* 25. Oktober 1797; † 1883 in Osthofen), Gutsbesitzer, Bürgermeister und Chronist von Osthofen, Förderer des Komponisten Richard Wagner
- Friedrich August von Pauli (* 6. Mai 1802 in Osthofen; † 26. Juni 1883 in Bad Kissingen), Oberbaudirektor und Pionier des Eisenbahnbrückenbaus, Erfinder des Pauliträgers
- Wilhelm Müller (* 18. Dezember 1804 in Osthofen; † 15. Juni 1876 in Darmstadt), Rechtswissenschaftler, Professor in Gießen, Direktor des Oberappellationsgerichts in Darmstadt
- Friedrich Hilgard (* 1810 in Osthofen; † 1874 in Zürich), Revolutionär des Pfälzischen Aufstands, US-amerikanischer Vizekonsul in Zürich
- Simon Friedrich Schill (* 30. März 1834 in Osthofen; † 25. August 1921 ebenda), Winzer, Unternehmer und Politiker
- Wendelin Weißheimer (* 26. Februar 1838; † 10. Juni 1910 in Nürnberg),  Komponist, Kapellmeister, Musikschriftsteller, Vertrauter des Komponisten Richard Wagner
- Georg Wander (* 11. August 1841 in Osthofen; 14. März 1897 in Bern), auf ihn geht die Ovomaltine-Produktion  der Wander AG in Osthofen zurück
- Dietrich Gruen (* 22. Februar 1847 in Osthofen; † 10. April 1911 auf See bei Italien), Uhrmacher, Gründer und Inhaber der Gruen Watch Company, Pionier in der Herstellung von Taschen- und Armbanduhren[29]
- Adam Schreiber (* 26. Juli 1849 in Osthofen; † 15. Dezember 1926 Worms), Apostolischer Protonotar, 1. Rektor der Päpstlichen Basilika und Propst am Dom zu Worms.
- Franz Best (* 12. Oktober 1853; † 16. Oktober 1939): hessischer liberaler Landtagsabgeordneter
- Carl Schill (* 5. November 1862 in Osthofen; † 22. Oktober 1944 ebenda), Unternehmer, Kommerzienrat und rheinhessischer „Turnvater“
- Karl d’Angelo (* 9. September 1890 in Osthofen; † 20. März 1945 wahrscheinlich in Gernsheim): Leiter des KZ Osthofen, Schutzhaftlagerführer des KZ Dachau, Polizeidirektor in Cuxhaven und Heilbronn
- Heinrich Worster (* 27. November 1909 in Osthofen; † 4. Oktober 1963 ebenda), SS-Hauptsturmführer und Leiter der Standortverwaltung im KZ Dachau und Majdanek
- Fritz May (* 26. Oktober 1914 in Osthofen; † 9. September 1993 in Ludwigshafen am Rhein), Winzer und Politiker
- Christian Filips (* 22. November 1981 in Osthofen), Lyriker, Dramaturg und Essayist

### Persönlichkeiten, die vor Ort gewirkt haben
- Luise Kurtz (1848–1930), impressionistische Malerin
- Gernot Fischer (* 15. Dezember 1937 in Worms), Jurist, ehemaliger Verwaltungsbeamter, Bundestagsabgeordneter (SPD) und Oberbürgermeister von Worms, wuchs in Osthofen auf und wohnte später auch dort
- Georg Baselitz (* 1938), Maler und Bildhauer, wohnhaft in Osthofen 1966 bis 1975[30]
- Klaus Hagemann (* 1947), Politiker (SPD), ehem. Bürgermeister von Osthofen und von 1994 bis 2013 Mitglied des Deutschen Bundestages
- Karl Platt (* 1978), Mountainbike-Profi[31]